# Jamshid Mashayekhi
Jamshid Mashayekhi (em persa جمشید مشایخی; Teerã, 26 de novembro de 1934 - Teerã, 2 de abril de 2019) foi um ator e humorista iraniano.

## Carreira
Mashayekhi tornou-se um ator profissional em 1957. Seu primeiro filme foi Brick and Mirror (1965). Depois de um perído de quatro anos sem atuar, contracenou em The Cow (1969).
Mashayekhi sempre pareceu um homem velho por causa de seus cabelos bracos e de seu rosto carismático. Recebeu um prêmio na Coreia do Norte por sua atuação em The Grandfather (1985).

## Filmografia
- Brick and Mirror (Khesh va Ayeneh, 1965)
- Kaiser (Qeysar, 1969
- The Cow (Gaav, 1969)
- The Curse, 1973)
- Prince Ehtedjab, 1974
- Brefts of Hope, 1977
- Hezar Dastan, 1978-1987, série de televisão)
- Kamalolmolk, 1983
- The Lead, 1988
- Honeymoon, 1992
- Khane'i Rooy-e Āb, 2001
- Abadan, 2003
- Pol-e Siz'da'hom, 2005
- Yek Bus-e Ku'chu'lu ,2005